# Comuna Jakovlje, Zagreb
Jakovlje este o comună în cantonul Zagreb, Croația, având o populație de 3.930 de locuitori (2011).

## Demografie
Componența etnică a comunei Jakovlje
     Croați (98,65%)
     Necunoscut (0,15%)
     Neclasificat (0,74%)
Componența confesională a comunei Jakovlje
     Catolici (97,28%)
     Fără religie și atei (1,09%)
     Necunoscută (0,74%)
     Alte religii (0,89%)
Conform recensământului din 2011, comuna Jakovlje avea 3.930 de locuitori. Din punct de vedere etnic, majoritatea locuitorilor (98,65%) erau croați. Apartenența etnică nu este cunoscută în cazul a 0,15% din locuitori. Din punct de vedere confesional, majoritatea locuitorilor (97,28%) erau catolici, cu o minoritate de persoane fără religie și atei (1,09%). Pentru 0,74% din locuitori nu este cunoscută apartenența confesională.